# Isacio Calleja
Isacio Calleja García (ur. 6 grudnia 1936 w Valle de Cerrato, zm. 4 lutego 2019 w Madrycie) – hiszpański piłkarz występujący na pozycji obrońcy.

## Kariera klubowa
Isacio Calleja swoją karierę rozpoczynał w klubie Femsa. Następnie, w 1958 roku przeniósł się do CD Guadalajara a stamtąd jeszcze w tym samym roku trafił do słynnego Atlético Madryt. W Primera División zadebiutował 4 stycznia 1959 w przegranym 1:2 spotkaniu z Realem Oviedo. Calleja z hiszpańskim klubem osiągnął wiele sukcesów - dwukrotnie zwyciężył w lidze hiszpańskiej, czterokrotnie sięgał po Puchar Króla oraz zdobył nieistniejący już Puchar Zdobywców Pucharów, gdy jego Atlético pokonało w finale włoską Fiorentinę (1:1 w pierwszym meczu, 3:0 w powtórce finału).
Ogółem podczas 14 sezonów spędzonych w Atlético Madryt Isacio Calleja w barwach klubu z Madrytu zagrał 298 spotkań w lidze hiszpańskiej, 77 spotkań w Pucharze Króla oraz w 45 spotkaniach europejskich pucharów.

## Kariera reprezentacyjna
W reprezentacji Hiszpanii Calleja rozegrał 13 spotkań i nie zdobył żadnej bramki. Zadebiutował 19 kwietnia 1961 roku w wygranym 2:1 spotkaniu z reprezentacji Walii. Brał udział w Mistrzostwach Europy w 1964 roku rozgrywanych na boiskach w Hiszpanii. Walnie przyczynił się do zdobycia Mistrzostwa Europy występując w spotkaniach ćwierćfinałowych z reprezentacją Irlandii, w półfinale z reprezentacją Węgier oraz w wygranym 2:1 finale z reprezentacją ZSRR.

## Sukcesy piłkarskie
Z Atlético:
- Primera División 1966, 1970
- Puchar Króla 1960, 1961, 1965, 1972
- Puchar Zdobywców Pucharów 1961/1962

Z reprezentacją Hiszpanii:
- Mistrzostwo Europy 1964